# Maureen Rosemary Wright
Maureen Rosemary Wright, meist Rosemary Wright (* 1933) ist eine britische Klassische Philologin.
Wright erwarb einen B.Litt. an der Lady Margaret Hall, Oxford, und einen M.A. in London. Nach Anstellungen an der University of Queensland, Australien, und der University of Wales, Aberystwyth und einer Fellowship am Center for Hellenic Studies der Harvard University sowie einer Senior Lectureship in Classics an der University of Reading war sie Professorin an der University of Wales, Lampeter und von 1995 bis 2000 dort zugleich Head of Department. Sie ist nunmehr emeritiert.
Wright arbeitet vor allem zur antiken Philosophie. Ihre überarbeitete und aktualisierte kommentierte Ausgabe der Fragmente des Empedokles fand weithin Beachtung. Weitere Themen sind die antike Kosmologie, Platons Timaios, Ciceros Stellungnahmen zur stoischen Philosophie und die Vorsokratiker.

## Schriften (Auswahl)
- A Dictionary of Classical Mythology. Hrsg. von: The University of Patras, Center for the Study of Myth and Religion, 2012 online
- Introducing Greek Philosophy. Acumen Publishing, 2009,
- (Hrsg.): Reason and Necessity. Essays on Plato’s Timaeus. Duckworth, London 2000.
- Ferox Virtus: Anger in the Aeneid. In: S. Braund und C. J. Gill (Hrsg.), Understanding the Passions in Roman Literature and Thought. Cambridge University Press, Cambridge 1997, S. 169–184.
- Empedocles. In: C. C. W. Taylor: History of Philosophy. Band 1, Routledge, London 1997, S. 175–207.
- Empedokles. In: Friedo Ricken (Hrsg.), Philosophen der Antike. Band I, Verlag Kohlhammer, Stuttgart 1996, S. 111–128.
- Empedocles of Acragas. Duckworth, London and Hackett, Indianapolis 1995. Überarbeitete Fassung von: Empedocles, The Extant Fragments. Edited with an Introduction, Commentary and Concordance. Yale University Press, New Haven, London 1981, Nachdruck 1986.
- Cosmology in Antiquity. Routledge, London 1995.
- Cicero on self-love and love of humanity. In: J. G. Powell (Hrsg.), Cicero the Philosopher. Oxford University Press, Oxford 1995, S. 171–196.
- Cicero, On Stoic Good and Evil; De Finibus Bonorum et Malorum III and Paradoxa Stoicorum. Edited with Introduction, Translation and Commentary. Aris and Phillips 1991, Nachdruck 1994.
- The Presocratics. The Main Fragments in Greek with Introduction, Commentary and Appendix. Bristol Classical Press, 1985, Nachdruck 1986.